# КВ-7
КВ-7 (Объект 227) — опытная советская тяжёлая самоходно-артиллерийская установка (САУ) периода Великой Отечественной войны.
Эта боевая машина была разработана конструкторским бюро Челябинского Кировского завода (ЧКЗ) в ноябре 1941 года под руководством Жозефа Яковлевича Котина, главного конструктора отечественных тяжёлых танков и САУ того времени. В создании КВ-7 также принимали участие Л. Е. Сычёв (ведущий инженер), Г. Н. Москвин, оружейные конструкторы Уральского завода тяжёлого машиностроения (УЗТМ) К. Н. Ильин и Г. С. Ефимов. Машина являлась первой построенной в СССР тяжёлой САУ во время Великой Отечественной войны. Хотя на вооружение Рабоче-крестьянской Красной армии КВ-7 не принималась и серийно не производилась, полученный при её разработке опыт позволил впоследствии за весьма короткое время создать серийные САУ этого класса.

## История создания
Боевой опыт, полученный танкистами Красной Армии на начальном этапе войны, показал необходимость оснащения танковых войск машиной артиллерийской поддержки с более высокой огневой мощью, чем у серийных танков Т-34 и КВ-1. Пушки калибра 76 мм, не говоря о 45-мм и 20-мм орудиях лёгких танков, не всегда справлялись с поражением хорошо укрытых небронированных целей. Плохая эргономика Т-34 и КВ-1 также не способствовала высокой скорострельности. Поэтому с фронта стали поступать пожелания об оснащении танковых войск боевой машиной без всех этих недостатков.
Коллектив конструкторского бюро ЧКЗ по собственной инициативе взялся за разработку такого рода боевой машины. Скорострельность и мощность огня решили повысить путём установки на шасси танка КВ-1 сразу трёх пушек — одной 76,2-мм пушки Ф-34 и двух 45-мм орудий 20-К. Поскольку размещение столь многочисленного вооружения в башне оказалось невозможным, было решено установить его в неподвижной броневой рубке с ограниченным по горизонтали сектором обстрела. Выбор такого варианта вооружения во многом был обусловлен ещё довоенными взглядами, когда на тяжёлых танках устанавливались и 76-мм, и 45-мм орудия.
Предполагалось, что скорострельных 45-мм орудий достаточно для борьбы с лёгкой бронетехникой и полевой фортификацией противника, а мощное 76-мм орудие будет бороться с тяжёлыми танками и прочными укреплениями. Поскольку в июне — октябре 1941 года немецкие танки с 50-мм лобовым бронированием были ещё не столь многочисленны, а 45-мм пушка вполне справлялась с 30-мм вертикальной бронеплитой, то разработчики КВ-7 сочли её вполне отвечающей требованиям времени. Для поражения прочных целей, не поддающихся одиночному 45-мм или 76-мм снаряду, а также для повышения скорострельности предполагалась стрельба залпом. Залп мог быть произведён как из любых двух орудий, так и из всей орудийной установки. Конструкторы УЗТМ разработали удовлетворяющую всем этим условиям орудийную установку У-13.
В декабре 1941 года был собран первый опытный образец КВ-7 с установкой У-13. Однако проведённые испытания выявили у новой САУ целый ряд серьёзных недостатков. Так как баллистические свойства у 45-мм и 76-мм пушек отличны друг от друга, то прицельная стрельба залпом оказалась невозможной — для орудий требовались различные прицелы. Кроме того, 45-мм пушки располагались на некотором расстоянии от оси поворота установки в горизонтальной плоскости. Как результат, при выстреле возникал момент силы отдачи, сбивавший наводку всей установки в целом.
Осознание этих фактов привело к разработке на ЧКЗ второго варианта КВ-7, также имеющего обозначение «Объект 227». Вместо одного 76-мм и двух 45-мм орудий конструкторы УЗТМ разместили в похожей по конструкции на У-13 новой установке У-14 две одинаковые пушки ЗИС‑5. В апреле 1942 года второй вариант КВ-7 прошёл испытания стрельбой. Однако ввиду целого ряда обстоятельств (большая надобность РККА в танках, занятость ЧКЗ развёртыванием серийного производства Т-34 и модернизацией КВ-1 до КВ-1с, отсутствие решительного превосходства в вооружении над серийными КВ-1) усовершенствованная САУ КВ-7 не была принята на вооружение и серийно не производилась. Более того, КВ-7 стала последним в СССР военного времени образцом танка или САУ со спаренным пушечным вооружением среднего калибра в башне или рубке.
Тем не менее, полученный при разработке КВ-7 опыт не пропал зря. Ещё в первой половине 1942 года в различных инстанциях прорабатывался вопрос о постройке тяжёлого «истребителя ДОТов» на базе КВ-1, а переход в контрнаступление Красной Армии 19 ноября 1942 года под Сталинградом потребовал немедленного оснащения войск такой машиной. Захват в декабре 1942 года Красной Армией нового немецкого тяжёлого танка PzKpfw VI Ausf H «Тигр I» ещё более обострил и без того неотложный вопрос. Используя наработки по КВ-7, конструкторы ЧКЗ и УЗТМ во главе с Ж. Я. Котиным сумели за очень короткое время спроектировать и за 25 дней построить САУ КВ-14 (СУ-152), которая разом решила все эти проблемы.
Единственный выпущенный опытный образец САУ КВ-7 не сохранился до настоящего времени. Согласно документам, в конце 1943 года машину порезали вместе с Т-29, Т-100 и рядом других опытных бронеобъектов.

## Описание конструкции
КВ-7 имела компоновку, заимствованную у танка КВ-1. Полностью бронированный корпус был разделён на три отделения. Механик-водитель и стрелок из курсового пулемёта располагались в отделении управления в носовой части САУ. Другие члены экипажа, орудийная установка и боезапас размещались в боевом отделении, которое совмещало среднюю часть бронекорпуса и рубку. Двигатель и трансмиссия были установлены в корме машины.

### Броневой корпус и рубка
Броневой корпус самоходной установки сваривался из катаных броневых плит толщиной 75, 60, 30 и 20 мм. Броневая защита дифференцированная, противоснарядная. Броневые плиты рубки и лобовой части корпуса устанавливались под рациональными углами наклона. Лобовые листы рубки и корпуса усиливались 20-мм броневыми экранами. Орудийная установка защищалась подвижной бронемаской толщиной 100 мм.
В боевом отделении два члена экипажа располагались слева от орудия: впереди наводчик и сзади первый заряжающий. Командир машины и второй заряжающий находились справа от орудия. Посадка и выход экипажа производились через два круглых люка на крыше рубки. Корпус также имел днищевой люк для аварийного покидания экипажем самоходки и ряд мелких лючков для погрузки боекомплекта, доступа к горловинам топливных баков, другим узлам и агрегатам машины.

### Вооружение

Опытная тяжёлая САУ КВ-7 (второй вариант)

Основным вооружением первого варианта КВ-7 являлась строенная установка У-13 из одной 76,2-мм танковой пушки Ф-34 и двух 45-мм танковых пушек 20-К. Эти орудия монтировались в общей люльке и наводились как единое целое. Люлька на горизонтальных цапфах вращалась в специальной массивной раме; рама на вертикальных цапфах вращалась относительно неподвижной бронировки орудийной установки. Впервые применённое на советских САУ, это решение в дальнейшем использовалось почти на всех серийных советских самоходках, обеспечивая компактное размещение вооружения в рубке машины. Установка монтировалась на лобовой бронеплите рубки по осевой линии машины. Её вертикальные углы наводки составляли от −5° до +15°, горизонтальная наводка ограничивалась сектором в 15°. Боевая скорострельность достигала 12 выстрелов в минуту. Выстрел (как одиночный, так и залповый из любой комбинации орудий) производился посредством механического спуска. Механическая система управления огнём позволяла устанавливать любой требуемый режим ведения огня.
Боекомплект установки составлял 93 выстрелов унитарного заряжания для пушки Ф-34 и 200 выстрелов унитарного заряжания для пушек 20-К. Выстрелы укладывались вдоль обоих бортов рубки, а также на задней её стенке и на днище боевого отделения.
САУ КВ-7 имела неплохое пулемётное вооружение — в лобовой бронеплите корпуса и тыльной бронеплите рубки в шаровых установках монтировались два 7,62-мм пулемёта ДТ. Ещё один ДТ укладывался внутри боевого отделения и мог использоваться как зенитный, если возникала такая надобность. Боекомплект ко всем ДТ составлял 3591 патрон (57 дисков).
Второй вариант КВ-7 вооружался двумя 76,2-мм орудиями ЗИС‑5 в установке У-14, схожей по конструкции с У-13. Скорострельность достигла 15 выстрелов в минуту; пулемётное вооружение было сохранено, но по сравнению с первым вариантом изменения коснулись укладки боекомплекта. Он составлял 150 унитарных выстрелов к орудиям, 2646 патронов к ДТ (42 диска) и 30 ручных гранат Ф-1.

### Двигатель
КВ-7 оснащалась четырёхтактным V-образным 12-цилиндровым дизельным двигателем В-2К мощностью 600 л. с. (441 кВт). Пуск двигателя обеспечивался двумя стартерами СМТ-4628 мощностью 6 л. с. (4,4 кВт) каждый или сжатым воздухом из двух резервуаров ёмкостью 5 л в боевом отделении машины. КВ-7 имела плотную компоновку, при которой основные топливные баки объёмом 600—615 л располагались и в боевом, и в моторно-трансмиссионном отделении.

### Трансмиссия
САУ КВ-7 оснащалась механической трансмиссией, в состав которой входили:
- многодисковый главный фрикцион сухого трения «стали по феродо»;
- пятиступенчатая коробка передач тракторного типа;
- два многодисковых бортовых фрикциона с трением «сталь по стали»;
- два бортовых планетарных редуктора;
- ленточные плавающие тормоза.

Все приводы управления трансмиссией — механические. При эксплуатации в войсках наибольшее число нареканий и рекламаций в адрес завода-изготовителя вызывали именно дефекты и крайне ненадёжная работа трансмиссионной группы, особенно у перегруженных танков КВ выпуска военного времени. Практически все авторитетные печатные источники признают одним из самым существенных недостатков танков серии КВ и машин на его базе (включая КВ-7) низкую общую надёжность трансмиссии в целом.

### Ходовая часть
Подвеска машины — индивидуальная торсионная с внутренней амортизацией для каждого из 6 штампованных двускатных опорных катков малого диаметра по каждому борту. Напротив каждого опорного катка к бронекорпусу приваривались ограничители хода балансиров подвески. Ведущие колёса со съёмными зубчатыми венцами цевочного зацепления располагались сзади, а ленивцы — спереди. Верхняя ветвь гусеницы поддерживалась тремя малыми литыми поддерживающими катками без резиновых бандажей. Механизм натяжения гусеницы — винтовой; каждая гусеница состояла из 86—90 одногребневых траков шириной 700 мм и шагом 160 мм.

### Электрооборудование
Электропроводка в САУ КВ-7 была однопроводной, вторым проводом служил бронекорпус машины. Исключение составляла цепь аварийного освещения, которая была двухпроводной. Источниками электроэнергии (рабочее напряжение 24 В) были генератор ГТ-4563А с реле-регулятором РРА-4576А мощностью 1 кВт и четыре последовательно соединённые аккумуляторные батареи марки 6-СТЭ-144 общей ёмкостью 288 А·ч. Потребители электроэнергии включали в себя:
- наружное и внутреннее освещение машины, приборы подсветки прицелов и шкал измерительных приборов;
- наружный звуковой сигнал СЗ-4732А;
- контрольно-измерительные приборы (амперметр и вольтметр);
- электрика моторной группы — стартеры СМТ-4628, пусковое реле РРТ-4576 и т. д.

### Средства наблюдения и прицелы
Полученный боевой опыт только подтвердил изначально плохую обзорность из танка КВ-1. Поэтому для устранения этого недостатка САУ КВ-7 сразу же оснащалась значительным числом средств наблюдения. В крыше броневой рубки устанавливались шесть призменных смотровых приборов, защищённых броневым прикрытием. Ещё двумя такими приборами оснащались рабочие места механика-водителя и стрелка из курсового пулемёта. Второй вариант КВ-7 несколько отличался от первого по средствам наблюдения — вместо части призменных смотровых приборов рабочие места командира и наводчика оснащались перископическими приборами с поворачивающейся головкой, защищённой броневым колпаком.
Для ведения огня самоходка оснащалась прицелом ТМФД-7. Шаровые установки пулемётов ДТ могли оснащаться телескопическим прицелом ПУ от снайперской винтовки.

### Средства связи
На опытном образце КВ-7 средства радиосвязи не устанавливались.